# Can Vidal (Osor)
Can Vidal és una casa d'Osor (Selva) inclosa a l'Inventari del Patrimoni Arquitectònic de Catalunya.

## Descripció
Can Vidal es tracta es tracta d'un edifici cantoner de dues plantes i terrassa. La façana més antiga és la que dona al Passeig del Borrell. La planta baixa consta de tres obertures, com són el portal quadrangular d'accés equipat amb llinda monolítica i uns poderosos muntants de pedra. El portal presenta les impostes lleument retallades. Mentre que per l'altra trobem dues petites finestres amb llinda i muntants de pedra.
En el primer pis trobem dues obertures: a l'extrem dret una finestra rectangular amb llinda i muntants de pedra. A l'extrem esquerre trobem un magnífic exemplar de finestra gòtica amb arcs conopials, en concret un total de set. La finestra, composta íntegrament per pedra sorrenca, està equipada amb llinda, muntants i ampit, sota del qual trobem la solució arquetípica que consisteix en disposar dues o tres pedres com a mesura en reforç en la sostentació de la pesant finestra. En sengles impostes trobem gravats una sèrie de motius: a l'esquerra uns petits cossos circulars, mentre que a la dreta dos instruments de difícil identificació. Tanca la façana un ràfec sostentat per petits cairats de fusta.
Per la seva banda la façana que dona a la Plaça de la Vila és de factura més posterior, segurament del segle xvii. La planta baixa consta de dues obertures, com són el portal adovellat d'arc de mig punt, amb unes dovelles rústiques de mida molt petita, a diferència dels muntants laterals de grans proporcions. Mentre que per l'altra trobem una finestra rectangular amb llinda molítica, muntants i ampit. En la planta baixa trobem dos escuts molt interessants. El primer el trobem emplaçat entre el portal i la finestra i a l'interior es pot llegir el següent: "A D H O N O R E M F E M I N A R U M / 1 1 9 3 - 1 7 6 4 / D E V A L L E S C A R". El segon escut està ubicat a l'extrem dret de la façana, i en ell es pot llegir el següent: "P E R S E V E R O E L V I N C O" / "D E V A L L E S C A R". El segon pis actuaria com unes golfes o galeria i està cobert amb un gran ràfec prominent de fusta, sostentat a base de llates i tapajuntes.
Pel que fa al tema dels materials, prima per sobre de tot un com és la pedra. Ara bé una pedra que la trobem present en tres formats diferents: per una banda tenim les pedres fragmentades sense desbastar i treballar i els còdols de riu manipulats a cops de martell lligades amb morter de calç. Es tracta de la solució predominant, ja que acapara tot l'espai físic d'ambdues façanes. En segon lloc tenim la pedra rústica sense desbastar i treballar present en les dovelles, llindes, muntants i ampits de les obertures de sengles façanes. Finalment trobem la pedra sorrenca localitzada únicament en la finestra gòtica d'arc conopial.

## Història
La Plaça de la Vila, en el franquisme passarà a ser anomenada com "Plaza Borell". Per la seva banda el Passeig del Borrell en el franquisme era anomenat "Paseo Borrell" i abans Barri Vidal.